# Mykola Tabak
Mykola Tabak (ukrainisch Микола Табак; * 15. April 1956) ist ein ehemaliger ukrainischer Marathonläufer.
1987 wurde er Vierter der sowjetischen Meisterschaft und Zweiter beim Bila-Zerkwa-Marathon, wo er auf einer 300 m zu kurzen Strecke 2:10:19 h lief. Im Jahr darauf wurde er Sechster beim Beppu-Ōita-Marathon, Vierter beim Europacup-Marathon mit seiner persönlichen Bestzeit von 2:12:33 h und Sechster beim New-York-City-Marathon. 1988 wurde er Vierter beim Beppu-Ōita-Marathon, Zwölfter beim IAAF-Weltcup-Marathon und Vierter beim Berlin-Marathon.
1993 gewann er die Premiere des Lausanne-Marathons.